# 西郷真央
西郷 真央（さいごう まお、2001年10月8日 - ）は、日本の女子プロゴルファー。所属は島津製作所。
5歳の頃に、ゴルフ好きの父の練習についていったことがきっかけとなり、父が使用していたミズノのクラブを手にしてボールを打ち始める。

## アマチュア時代
船橋市立三山小学校低学年の頃、地元の北谷津ゴルフガーデンで練習を積んでいた時、2歳年上の 稲見萌寧もそこへ練習に来ていた。
4年生の11月からミズノゴルフアカデミー（2011年11月 - 2016年3月）にて針谷努に師事し本格的にゴルフ指導を受け始める。小学5年生時に初のホールインワンを出した。その頃からプロを目指すようになり、「ゴルフの上手い人は誰だって話になった時、私の名前が出てくるくらい強いプレーヤーになりたい」と思うようになる。
2013年、6年時に『彩の国ジュニアゴルフ大会』で優勝し、卒業直後に出場した『第33回全国小学校ゴルフ選手権 横尾要カップ』（2014年4月）で優勝を果たしている。
2014年、中学進学では強豪校の麗澤中学校を選択し入学する。後にプロテストで同時合格する吉田優利は1学年上。
同年の『関東中学校ゴルフ選手権』個人戦で優勝。さらに『全国中学校ゴルフ選手権大会』団体戦では3年連続で優勝を飾る。
2015年、8月大東建託・いい部屋ネットレディスに推薦でレギュラーツアー初出場したが予選落ちする。
9月、エビアンチャンピオンシップジュニアカップ（12歳〜14歳の部）20位 。
2016年、中学3年時5月千葉県ジュニア選手権中学女子の部優勝。7月の世界ジュニアゴルフ選手権女子13歳・14歳の部では4位タイで入賞している。
2017年、麗澤高等学校進学後、高校1年の時、8月、報知ジュニアゴルフ大会高校女子の部 優勝。
10月、JNJG インターナショナルジュニアゴルフクラシック選手権4位。
2018年、高校1年1月に父が大のファンで日本プロゴルフ史に燦然と輝くレジェンドの尾崎将司が主催したジュニアレッスン会に参加、その後3月に尾崎が設立した『ジャンボ尾崎ゴルフアカデミー』に第1期生として入門することとなる。同1期生の佐久間朱莉は1つ年下。師匠のジャンボ尾崎からは「西郷どん」と呼ばれて居る。
高校2年時の関東高等学校ゴルフ選手権女子団体で優勝を果たしている。
2019年、高校3年時5月に千葉県ジュニアゴルフ高校女子の部で優勝。
直後のニチレイレディスのマンデー予選会では69で周りTOP通過で本戦出場、予選落ちに終わった。
6月に出場した日本女子アマチュアゴルフ選手権競技（エリエールゴルフクラブ松山）では、ノーシードながら後にプロ入りする大会シード選手の古江彩佳、西村優菜、安田祐香らミレニアム世代、同学年の笹生優花ら有力選手に引けを取らぬゴルフで最終日最終組で首位和久井麻由から2打差の2位でスタートし、4アンダー68で回りトータル16アンダー2位和久井麻由、後藤未有に2打差を付けて逆転優勝を飾った。 18年大会は吉田優利が勝して居り史上初の同一校連覇となった。
師匠のジャンボ尾崎のコメント
「よ〜お頑張ったな、おめでとう。日本のタイトル取ったんだから、もうアマチュアの時代は終わったな、これからはもうプロだからプロテスト受かってくれよ。レベルの高いもう1つ上のステージで頑張って行ってくれ。」と語っている。
この優勝でプロテストの1次、2次テストが免除され最終テストから受験する事になった。
8月日本ジュニアゴルフ選手権競技 女子15歳～17歳の部で日本アマに続き2冠を期待されたが4位に終わり、優勝は梶谷翼だった。
同月ニトリレディスゴルフトーナメントでツアー出場6戦目で初めて予選を通過し30位タイ。
10月、日本女子オープンに出場し35位タイだった。
11月、日本女子プロゴルフ協会（JLPGA）最終プロテストに挑戦し、4日目の最終ホールのパットをねじ込み、カットラインぎりぎりの1オーバー・18位タイでテスト1発合格、最年少（高校3年生）プロテスト合格者となった。新世紀世代の中心的存在で有り、笹生優花、山下美夢有とは同学年同時合格である。
12月、MIZUNO SPORTSと用具契約を結ぶ。トーナメント出場権を掛けてのQTで10位と成り、翌シーズン前半戦出場資格を得た。 
2019年12月9日の入会式を経て、2020年1月1日付で正式に日本女子プロゴルフ協会に入会（登録）し、名実共にプロゴルファーとなった（92期）。

## プロ戦歴
新型コロナウィルスの影響により2020年と2021年は統合シーズンとなった。
2020年3月に麗澤高等学校を卒業し、翌月に日本ウェルネススポーツ大学に入学した。

### 2020-21シーズン
開幕前、大東建託と所属契約また島津製作所とスポンサー契約を結ぶ。プロ1年目シーズンとなった開幕戦アース・モンダミンカップでいきなり最終日最終組で優勝争いをし5位タイに入る。その後QTリランキングでも1回目6位、2回目5位とシーズンを通して出場する権利を取得し、賞金ランキング4位、メルセデスランキング5位で翌シーズンのシード権を獲得した。連続アンダーパー試合数を歴代最多の23試合（翌年30試合まで）と伸ばすなど新人らしからぬ成果をあげたが、2位7回と優勝にあと一歩届かずという状況であった。年末に行われた日立3ツアーズ選手権ではMVP を獲得しJLPGAの優勝に貢献した。JLPGA AWARDS 2020-21では敢闘賞と特別賞の2冠を受賞した。

### 2022シーズン
実質プロ2年目として迎えた2022年シーズンでは、開幕戦前に所属先が大東建託から島津製作所に変更された。そしてその開幕戦のダイキンオーキッドレディスゴルフトーナメントでは最終日に5打差をひっくり返す逆転劇を演じて待望のツアー初優勝を飾った 。 
師匠のジャンボ尾崎のコメント
「西郷どん、優勝おめでとう。なんといってもゴルフに対する考え方や取り組み方が優等生で、プロのなかでもゴルフ頭脳はトップではないかと思う時がある。今回の優勝で2位にはない副賞がもらえる喜びを知っただろう。早めの2勝目を期待する。」と語った。
開幕戦から2試合を経て3月下旬のアクサレディスゴルフトーナメントでは途中雨天中止を挟んでの2日間競技となった最終日に首位と2打差でスタートし、他の選手が思うようにスコアが伸びない中で安定したゴルフで逆転勝ちし、ツアー2勝目を挙げジャンボ尾崎の期待に応えた。
その翌週のヤマハレディースオープン葛城では初日に首位に立ち、2日目と3日目もスコアを伸ばして2位に5打差をつけてスタートした最終日は大雨に苦しみ、3打差で迎えた最終18番でドライビングディスタンス（計測ホール）の飛距離を伸ばすために力いっぱいクラブを振る。ティショットをOBとするなど出入りの激しいゴルフとなり大きくスコアを落とすもリードを守り切り、2週連続優勝を初日から4日間首位の完全優勝で飾りツアー3勝目を挙げた。
4月の2試合は寝違えによる首痛のために欠場したが、戦線復帰したパナソニックオープンレディースゴルフトーナメントでは最終日のフロントナイン終了時点では首位と4打差あった状況から15番ホール（PAR4）で第2打を直接カップインするスーパーイーグルショットなどで逆転してツアー4勝目を挙げた。
しかしワールドレディスチャンピオンシップ とほけんの窓口レディース首痛の影響でショットがバラツキ2試合連続予選落ちを記し、師匠ジャンボ尾崎の下で立て直しを図った翌週ブリヂストンレディスオープンでは最終日に2位山下美夢有らと1打差の首位でスタートしたが、途中首位タイに5人が並ぶ混戦となり、迎えた16番ホール（PAR5）を第2打グリーン左のバンカーならOkのマネジメントで打ち、そのバンカーからからの第3打を直接カップインする超スーパーチップインイーグルを決め、最終的には2位に2打差を付け単独首位となりそのまま逃げ切ってツアー通算5勝目を挙げた。通算5勝目は、2004年の宮里藍（19歳127日＝50試合）に次ぐ2位（20歳226日＝60試合）の年少記録となった。
6月全米女子オープン 44位タイ。KPMG全米女子プロゴルフ選手権  30位タイで米本土2戦を終えた。
7月アムンディ・エビアン選手権 3位タイの海外メジャー初のトップ5入りし、8月AIG女子オープン 海外メジャー4戦目で初めて予選落ちで欧州2戦を終えた。
9月海外遠征から戻りレギュラーツアーでは、なかなか思う様な成績を残す事が出来ず、Top10入りこそ4試合有ったが優勝には届かない大会が続き、迎えた最終戦JLPGAツアーチャンピオンシップリコーカップでは、35オーバーを叩き同大会ワースト記録と言う結果で一年を締めくくる事になった。
12月JLPGAアワードにおいて栄誉賞を受賞した。

### 2023シーズン
開幕前プーマジャパンとパートナーシップ契約を結んだと発表され、またクラブ契約をフリーとなった事も発表された。
昨期優勝の開幕戦ダイキンオーキッドレディスを欠場し、パナソニックOPで優勝し出場資格を得た同週の米ツアーHSBC女子世界選手権に出場することになり、西郷は前年ダイキン優勝者に次回大会への参加が義務付けられて居る為、義務違反になり罰金100万円を支払うことに成った。11月伊藤園レディスで最終日2打差トップでスタートし68でまとめ16アンダーで2022年のブリヂストンレディス以来1年半ぶりのツアー6勝目となった。

### 2024シーズン
米LPGAツアー参戦1年目で7回のトップ10を記録して、日本勢では1990年の小林浩美以来2人目となる米LPGAツアー新人王を受賞。

## LPGA米メジャー出場

### 2022年
6月2日 - 5日
ロレックス女子ゴルフ世界ランキング（ワールドゴルフランキング）75位（西郷は18位）以内での出場権でLPGAメジャー全米女子オープン 【パインニードルズ・ロッジ&GC 6638ヤード パー71 】に自身海外メジャー初出場、予選ラウンドは通過したが決勝ラウンドではスコアを落とす結果となった。70−72−75−75 トータル8オーバー　44位タイで4日間を終えた。
6月23日 - 26日
ロレックスランキング40位以内の出場権でKPMG全米女子プロゴルフ選手権 【コングレッショナルCC 6894ヤード パー72 】に出場し74−70−76−72 トータル4オーバー 30位タイで4日間を終えた。
7月21日 - 24日
ロレックスランキング50位以内の出場権でアムンディ・エビアン選手権【エビアンリゾートGC 6527ヤード パー71】に出場。70−70−65−64 トータル15アンダー 3位タイの海外メジャー3戦目でトップ5入りの自身最高位で4日間を終えた。
首位と9打差の8アンダーで迎えた最終日、上位が伸び悩む中 9バーディ2ボギーのトータル15アンダーでクラブハウスリーダーとなり後続のホールアウトを待ったが、最終組のブルック・ヘンダーソンに2打及ばなかった。
8月4日 - 7日
JLPGA賞金ランク上位選手（1位・6月27日付）の出場権でAIG女子オープン【ミュアフィールド 6680ヤード パー71】に出場。エビアンからミュアフィールドに移動の際空港で預けた荷物が紛失する。予選ラウンドを72−75で廻りトータル5オーバーで海外メジャー4戦目で初めて予選落ちした。

### 2023年
4月23日 - 26日
ロレックスランキング40位以内の出場権でシェブロン選手権【ザ・クラブatカールトン・ウッズ（米テキサス州）6824ヤード・パー72】に出場し74-68-78-79で2日目に60代を記録し予選は通過したが最終的には65位に終わった。

### 2025年
4月24日 - 24日
LPGAツアー選手としてシェブロン選手権【ザ・クラブatカールトン・ウッズ（米テキサス州）6824ヤード・パー72】に出場し、最終日に首位でスタートするも途中でスコアを落とす苦戦を強いられた。しかし最終18番ホールでバーディーを奪ってプレーオフに持ち込み、5人の争いになったプレーオフ1ホール目でバーディーを奪ってLPGAツアー初優勝をメジャー大会制覇で飾った。

### 年度成績
| 年度 | シェブロン選手権 | 全米女子オープン | 全米女子プロ選手権 | エビアン選手権 | AIG女子オープン |
| ---- | ---------------- | ---------------- | ------------------ | -------------- | --------------- |
| 2022 | 出場権ナシ       | 44位タイ         | 30位タイ           | 3位タイ        | 予選落ち        |
| 2023 | 65位             | 33位タイ         | 予選落ち           | 予選落ち       | 36位タイ        |
| 2024 | 予選落ち         | 予選落ち         | 7位タイ            | 35位タイ       | 7位タイ         |
| 2025 | 優勝             | 4位タイ          |                    |                |                 |

## トーナメント優勝

### ツアー優勝

#### LPGA Tour（1）
| Legend                   |
| Major championships（1） |
| Other LPGA Tour（0）     |

| No. | Date          | Tournament       | スコア                | 2位との差  | 2位（タイ）                                             |
| --- | ------------- | ---------------- | --------------------- | ---------- | ------------------------------------------------------- |
| 1   | 2025年4月27日 | シェブロン選手権 | −7（70-68-69-74=281） | プレーオフ | 金孝周 殷若寧 アリヤ・ジュタヌガーン リンディ・ダンカン |

#### JLPGAツアー（6）
| No. | Date           | Tournament                                   | スコア                 | 2位との差 | 2位（タイ）  |
| --- | -------------- | -------------------------------------------- | ---------------------- | --------- | ------------ |
| 1   | 2022年3月6日   | ダイキンオーキッドレディスゴルフトーナメント | −10（69-73-69-67=278） | 1打差     | 黄アルム     |
| 2   | 2022年3月27日  | アクサレディスゴルフトーナメント in MIYAZAKI | −9（67-68=135）        | 1打差     | 山下美夢有   |
| 3   | 2022年4月3日   | ヤマハレディースオープン葛城                 | −8（67-69-68-76=280）  | 1打差     | 堀琴音       |
| 4   | 2022年5月1日   | パナソニックオープンレディース               | −10（70-68-68=206）    | 2打差     | テレサ・ルー |
| 5   | 2022年5月22日  | ブリヂストンレディスオープン                 | −13（67-70-69-69=275） | 2打差     | 稲見萌寧     |
| 6   | 2023年11月12日 | 伊藤園レディスゴルフトーナメント             | −16（69-63-68=200）    | 3打差     | 木村彩子     |

## JLPGA年間順位
| 年度    | 出場試合数 | メルセデス ランキング | 獲得賞金            | 平均 ストローク数 | 優勝回数 | Top10入り回数           | 備考                       |
| ------- | ---------- | --------------------- | ------------------- | ----------------- | -------- | ----------------------- | -------------------------- |
| 2020-21 | 50試合     | 2563.47pt（5位）      | ¥178,997,891（4位） | 70.8148（4位）    | 0回      | 21回 2位7回（タイ含む） | 初シード権獲得             |
| 2022    | 25試合     | 2264.83pt（2位）      | ¥130,059,607（5位） | 70.9481（10位）   | 5回      | 12回（8位）             | 2年連続2回目のシード権獲得 |

## プロフィール
- 出身：千葉県 船橋市。
- 家族：父・母・姉の4人。
- 師匠：尾崎将司
- プロ転向：2020年1月=JLPGA 92期
- 所属：島津製作所
- スポンサー契約：ジーエス・ユアサコーポレーション ：Fホールディングス [48]
- サポート：株式会社 百郷
- 用具：フリー＃ボールブリヂストン＃シューズPUMA
- ウェア：プーマジャパン株式会社
- マネジメント：ALL−Glip K.K
- 血液型：AB型
- 目標とする選手：不動裕理

## 記録

### JLPGA記録
- 出場大会30試合連続アンダーパーフィニッシュのツアー最長記録

（2021年6月宮里藍サントリーレディスオープンゴルフトーナメントから2022年5月パナソニックオープンレディースゴルフトーナメントまで。2位は西村優菜の16試合連続）
- 2022年開幕から5試合3勝のJLPGA記録を達成し、その後シーズン出場試合10試合5勝 歴代最速記録（2位は不動裕理 - 2004年11試合5勝）[37]を達成。